# Рум’янцево (Ульяновська область)
Рум’янцево (рос. Румянцево) — село в Бариському районі Ульяновської області Російської Федерації.
Населення становить 701 особу. Входить до складу муніципального утворення Ленінське міське поселення.

## Історія
Від 2004 року входить до складу муніципального утворення Ленінське міське поселення.

## Населення
| 2010 |
| ---- |
| 701  |